# Parlamentswahl in Namibia 1989
Die Parlamentswahl in Namibia 1989 wurden zwischen dem 7. und 11. November 1989 durchgeführt. Den 701.483 Wahlberechtigten standen zehn Parteien zur Wahl. Insgesamt wurden 71 Sitze in der Nationalversammlung von Namibia vergeben.

## Vorgeschichte
Voraussetzung für die ersten freien Wahlen in Namibia war ein Abkommen zwischen Angola, Kuba und Südafrika, in welchem Südafrika Namibia die Unabhängigkeit garantierte und Kuba im Gegenzug seine Truppen aus Angola abziehen würde.
Im Rahmen der UN-Resolution 435 des  UN-Sicherheitsrates wurden 1989 die Wahlen vor der Unabhängigkeit Namibias durchgeführt. Das gewählte Parlament diente bis 20. März 1990 als Verfassungsgebende Versammlung.

## Wahlergebnisse
- NPF: 1
- SWAPO: 41
- UDF: 4
- FCN: 1
- NNF: 1
- DTA: 21
- ACN: 3

| Partei                                               | Stimmen | Stimmenanteile | Sitze |
| ---------------------------------------------------- | ------- | -------------- | ----- |
| South-West Africa People’s Organisation (SWAPO)      | 384.567 | 57,33 %        | 41    |
| Demokratische Turnhallenallianz (DTA)                | 191.532 | 28,55 %        | 21    |
| United Democratic Front (UDF)                        | 37.874  | 5,65 %         | 4     |
| Action Christian National (ACN)                      | 23.728  | 3,53 %         | 3     |
| National Patriotic Front (NPF)                       | 10.693  | 1,59 %         | 1     |
| Federal Convention of Namibia (FCN)                  | 10.452  | 1,56 %         | 1     |
| Namibia National Front (NNF)                         | 5.344   | 0,8 %          | 1     |
| SWAPO-Democrats (SWAPO-D)                            | 3.161   | 0,47 %         | –     |
| Christian Democratic Action for Social Justice (CDA) | 2.495   | 0,37 %         | –     |
| Namibia National Democratic Party (NNDP)             | 984     | 0,15 %         | –     |
| Insgesamt (Wahlbeteiligung 97,0 %)                   |         | 100 %          | 72    |